# Mehrakan
Mehrakan (en persan : مهرکان) est une ville iranienne située dans la province de Hormozgan.